# تمبلتون فوكس
تمبلتون فوكس (بالإنجليزية: Templeton Fox)‏ هي ممثلة أمريكية، ولدت في 24 يوليو 1916 في باسادينا في الولايات المتحدة، وتوفيت في 9 يناير 1993.

## وصلات خارجية
- تمبلتون فوكس على موقع IMDb (الإنجليزية)